# Palpada inversa
Palpada inversa är en tvåvingeart som först beskrevs av Christian Rudolph Wilhelm Wiedemann 1830.  Palpada inversa ingår i släktet Palpada och familjen blomflugor.
Artens utbredningsområde är Surinam. Inga underarter finns listade i Catalogue of Life.